# Liste der Naturschutzgebiete in der Volksrepublik China
Dieser Artikel enthält eine Liste aller staatlichen chinesischen Naturschutzgebiete (chinesisch 中国国家级自然保护区, Pinyin Zhōngguó Guójiājí Zìrán Bǎohùqū, englisch National Nature Reserves of China), d. h. der 303 Naturschutzgebiete, die seit 2008 ausgewiesen sind. Die Naturschutzgebiete sind nach den administrativen Gebieten der Volksrepublik China geordnet.

## Nordchina (Huabei)

### Peking
- Songshan, Kreis Yanqing 北京松山自然保护区 Songshan National Nature Reserve

### Tianjin
- Paläoküste und Feuchtgebiet 天津古海岸与湿地自然保护区 Palaeocoast and Wetland National Nature Reserve
- Kreis Ji, Mittleres-Oberes Proterozoikum 天津蓟县中上元古界自然保护区 Jixian National Nature Reserve for Middle-Upper Proterozoic Stratigraphic Section
- Baxianshan 天津八仙山自然保护区 Baxianshan National Nature Reserve

### Hebei
- Changli Huangjin Hai’an 昌黎黄金海岸自然保护区 Changli Gold Coast National Nature Reserve
- Xiaowutaishan 小五台山自然保护区 National Nature Reserve
- Nihewan 泥河湾自然保护区 Nihewan National Nature Reserve
- Dahaituo 大海陀自然保护区 Dahaituo National Nature Reserve
- Wulingshan 雾灵山自然保护区 Wulingshan National Nature Reserve
- Hongsongwa 红松洼草原自然保护区 Hongsongwa National Nature Reserve in Weichang
- Hengshuihu 衡水湖自然保护区 Hengshuihu National Nature Reserve
- Liujiang-Becken 柳江盆地地质遗迹自然保护区 Liujiang Pendi Geologic Relic National Nature Reserve (Pendi: Basin)

### Shanxi
- Yangcheng, Macaca mulatta 阳城莽河自然保护区 Manghe Rhesus Monkey National Nature Reserve in Yangcheng (Macaca mulatta)
- Luyashan 芦芽山自然保护区 Luyashan National Nature Reserve
- Pangquangou 庞泉沟自然保护区 Pangquangou National Nature Reserve
- Lishan 历山自然保护区 Lishan National Nature Reserve
- Wulushan五鹿山自然保护区  National Nature Reserve

### Innere Mongolei
- Saihan Ula 赛罕乌拉自然保护区 Saihan Ula National Nature Reserve
- Dalai Nur 达里诺尔鸟类自然保护区 Dalai Nur National Nature Reserve
- Bayan Obo 白音熬包自然保护区 Bayan Obo National Nature Reserve
- Heilihe 黑里河自然保护区 Heilihe National Nature Reserve
- Daheishan 大黑山自然保护区 Daheishan National Nature Reserve
- Großes Hinggan-Gebirge Hanma 大兴安岭汗马国家级自然保护区 Greater Hinggan Mountains Hanma National Nature Reserve
- Hongholji 红花尔基自然保护区 Hongholji Mongolian Pine National Nature Reserve (Pinus sylvestris var. mongolica Litv.)
- Huihe 辉河自然保护区 Huihe National Nature Reserve
- Dalai Nur 达赉湖自然保护区 Dalai Lake National Nature Reserve
- Horqin 科尔沁自然保护区 Horqin National Nature Reserve
- Tumuji 图牧吉自然保护区 Tumuji National Nature Reserve
- Daqinggou 大青沟自然保护区 Daqinggou National Nature Reserve
- Xilingol 锡林郭勒草原自然保护区 Xilingol Grassland National Nature Reserve
- Ordos 鄂尔多斯遗鸥自然保护区 Ordos Relict Gull National Nature Reserve (Reliktmöwe, Ichthyaetus relictus)
- West-Ordos 西鄂尔多斯自然保护区 West Erdos National Nature Reserve
- Urad-Saxaul 乌拉特梭梭林－蒙古野驴自然保护区 Urad Sacsaoul Forest – Mongolian Wild Ass National Nature Reserve (Haloxylon ammodendron – Equus hemionus)
- Helan Shan 内蒙古贺兰山自然保护区 Nei Mongol Helanshan National Nature Reserve
- Ejin-Banner, Populus diversifolia (Euphrat-Pappel) 额济纳胡杨林自然保护区 Ejin Diversifolius Poplar Forest National Nature Reserve (Populus euphratica Oliv. / Populus diversifolia Schrenk)
- Ar-Horqin-Banner 阿鲁科尔沁草原自然保护区 Ar Horqin Grassland National Nature Reserve
- Hatan Tohoi 哈腾套海自然保护区 Hatan Tohoi National Nature Reserve
- Ergun 乌日根自然保护区 Ergun National Nature Reserve

## Nordostchina (Dongbei)

### Liaoning
- Dalian 大连斑海豹自然保护区 Nationales Naturschutzgebiet für Largha-Robben, Dalian
- Jianchang 白狼山国家级自然保护区 Nationales Naturschutzgebiet Bailang-Gebirge
- Fuxin 海棠山国家级自然保护区 Nationales Naturschutzgebiet Haitang-Gebirge
- Chengshantou 城山头海滨地貌自然保护区 Chengshantou Coastal Geomorphy National Nature Reserve
- Lüshunkou 蛇岛－老铁山自然保护区 Nationales Naturschutzgebiet Schlangeninsel-Eisenberg
- Zhuanghe 仙人洞自然保护区 Nationales Naturschutzgebiet Unsterblichenhöhle
- Huanren 老秃顶子自然保护区 Nationales Naturschutzgebiet Alter Kahlkopf
- Baishilazi 白石砬子自然保护区 Baishilazi National Nature Reserve
- Donggang 鸭绿江口滨海湿地自然保护区 Nationales Naturschutzgebiet für Feuchtgebiete, Yalu-Mündung
- Yiwulüshan 医巫闾山自然保护区 Yiwulüshan National Nature Reserve
- Shuangtaihekou 双台河口自然保护区 Shuangtaihekou National Nature Reserve (or Shuangtai Estuary)
- Beipiao 北票鸟化石群自然保护区 Nationales Naturschutzgebiet für Vogelfossilien, Beipiao
- Zhangwu 章古台国家级自然保护区 Nationales Naturschutzgebiet Zhanggutai[1]
- Nulu'erhushan Nulu’erhushan National Nature Reserve

### Jilin
- Yitong-Vulkangruppe 伊通火山群自然保护区 Yitong Volcano Cluster National Nature Reserve
- Longwan 龙湾自然保护区 Longwan National Nature Reserve
- Oberlauf des Yalu Jiang 鸭绿江上游自然保护区 Yalujiang Shangyou National Nature Reserve (or Upperstream Yalu River)
- Melmeg 莫莫格自然保护区 Melmeg National Nature Reserve
- Xianghai 向海自然保护区 Xianghai National Nature Reserve
- Tianfozi Shan 天佛指山松茸自然保护区 Tianfozishan National Nature Reserve
- Changbai Shan 长白山自然保护区 Changbaishan National Nature Reserve
- Dabusu 大布苏狼牙坝自然保护区 Dabusu National Nature Reserve
- Hunchun, Sibirischer Tiger 珲春东北虎自然保护区 Hunchun Manchurian Tiger National Nature Reserve (Panthera tigris altaia)

### Heilongjiang
- Zhalong 扎龙自然保护区 Zhalong National Nature Reserve
- Xingkaihu 兴凯湖自然保护区 Xingkaihu National Nature Reserve
- Qixinghe 七星河自然保护区 Qixinghe National Nature Reserve in Baoqing
- Raohe 东北黑蜂自然保护区 Raohe Northeast Black Bee National Nature Reserve
- Fenglin 丰林自然保护区 Fenglin National Nature Reserve
- Liangshui 凉水自然保护区 Liangshui National Nature Reserve
- Sanjiang 三江自然保护区 Sanjiang National Nature Reserve
- Honghe 洪河自然保护区 Honghe National Nature Reserve
- Bachadao 八岔岛自然保护区 Bachadao National Nature Reserve
- Raolihe 挠力河自然保护区 Raolihe National Nature Reserve
- Mudanfeng 牡丹峰自然保护区 Mudanfeng National Nature Reserve
- Wudalianchi 五大连池火山自然保护区 Wudalianchi National Nature Reserve
- Huzhong 呼中自然保护区 Huzhong National Nature Reserve
- Nanwenghe 南瓮河自然保护区 Nanwenghe National Nature Reserve
- Fenghuangshan 黑龙江凤凰山自然保护区 Fenghuangshan National Nature Reserve

## Ostchina (Huadong)

### Shanghai
- Jiuduansha 九段沙湿地 Jiuduansha Wetland National Nature Reserve
- Chongming Dongtan 崇明东滩鸟类级自然保护区 Chongming Dongtan Bird National Nature Reserve (or Chongming East Tidalflat)

### Jiangsu
- Yancheng 盐城沿海滩涂珍禽自然保护区 Yancheng Coastal Mudflat and Precious Fowl National Nature Reserve
- Dafeng, Davidshirsch 大丰麋鹿自然保护区 Dafeng Père David’s Deer National Nature Reserve (Elaphurus davidianus)
- Sihong, Hongze Hu 泗洪洪泽湖湿地自然保护区 Hongzehu Wetland National Nature Reserve in Sihong

### Zhejiang
- Qingliangfeng 清凉峰自然保护区 Qingliangfeng National Nature Reserve
- Tianmushan 天目山自然保护区 Tianmushan National Nature Reserve
- Nanji Liedao 南麂列岛自然保护区 Nanji Liedao Marine National Nature Reserve (or Nanji Isles)
- Wuyanling 乌岩岭自然保护区 Wuyanling National Nature Reserve
- Dapanshan 大盘山自然保护区 Dapanshan National Nature Reserve
- Gutianshan 古田山自然保护区 Gutianshan National Nature Reserve
- Fengyangshan–Baishanzu 凤阳山－百山祖自然保护区 Fengyangshan–Baishanzu National Nature Reserve
- Jiulongshan 九龙山自然保护区 Jiulongshan National Nature Reserve
- Changxing 长兴地质遗迹自然保护区 Changxing Geologic Relic National Nature Reserve

### Anhui
- Yaoloping 鹞落坪自然保护区 Yaoloping National Nature Reserve
- Guniujiang 牯牛降自然保护区 Guniujiang National Nature Reserve
- Xuancheng 宣城扬子鳄自然保护区 Chinese Alligator National Nature Reserve, Xuancheng (Alligator sinensis)
- Tianma, Jinzhai 金寨天马自然保护区 Tianma National Nature Reserve in Jinzhai
- Shengjinhu 升金湖自然保护区 Shengjinhu National Nature Reserve
- Tongling 铜陵淡水豚自然保护区 Tongling Freshwater Dolphin National Nature Reserve

### Fujian
- Xiamen 厦门珍稀海洋物种自然保护区 Xiamen Precious and Rare Marine Species National Nature Reserve
- Longqishan 龙栖山自然保护区 Longqishan National Nature Reserve
- Tianbaoyan 天宝岩自然保护区 Tianbaoyan National Nature Reserve
- Shenhuwan 深沪海底古森林自然保护区 Shenhuwan Ancient Submarine Forest Relic National Nature Reserve
- Zhangjiangkou 漳江口红树林自然保护区 Zhangjiangkou Mangrove Forest National Nature Reserve
- Huboliao 虎伯寮自然保护区 Huboliao National Nature Reserve
- Wuyishan 武夷山自然保护区 Wuyishan National Nature Reserve
- Liangyeshan 梁野山自然保护区 Liangyeshan National Nature Reserve
- Meihuashan 梅花山自然保护区 Meihuashan National Nature Reserve
- Daiyunshan 戴云山自然保护区 Daiyunshan National Nature Reserve
- Minjiangyuan 闽江源自然保护区 Minjiangyuan National Nature Reserve

### Jiangxi
- Poyanghu 鄱阳湖候鸟自然保护区 Poyanghu Migratory Bird National Nature Reserve
- Taohongling 桃红岭梅花鹿自然保护区 Taohongling Sika Deer National Nature Reserve (Cervus nippon)
- Jiulianshan 九连山自然保护区 Jiulianshan National Nature Reserve
- Jiangxi Wuyishan 江西武夷山自然保护区 Jiangxi Wuyishan National Nature Reserve
- Jinggangshan 井冈山自然保护区 Jinggangshan National Nature Reserve

### Shandong
- Mashan 马山自然保护区 Mashan National Nature Reserve
- Huanghe Sanjiaozhou 黄河三角州自然保护区 Huanghe Sanjiaozhou National Nature Reserve (or Yellow River Delta)
- Changdao 长岛自然保护区 Changdao National Nature Reserve
- Shanwang 山旺古生物化石自然保护区 Shanwang Ancient-Life Fossil National Nature Reserve
- Binzhou 滨州贝壳堤岛与湿地自然保护区 Binzhou Shell-Dyke Island and Marsh National Nature Reserve

## Zentral- und Südchina (Zhongnan)

### Henan
- Huang He 黄河湿地自然保护区 Huanghe Wetland National Nature Reserve (Huanghe: Yellow River)
- Yubei Huanghe gudao 豫北黄河故道自然保护区 Wetland Fowl National Nature Reserve at Former Channel of Yellow River in Northern Henan
- Taihangshan 太行山猕猴自然保护区 Taihangshan Rhesus Monkey National Nature Reserve in Jiaozuo
- Nanyang 南阳恐龙蛋化石群自然保护区 Nanyang Dinosaur-Egg Fossil Cluster National Nature Reserve
- Funiushan 伏牛山自然保护区 Funiushan National Natue Reserve
- Baotianman 内乡宝天曼自然保护区 Baotianman National Nature Reserve
- Jigongshan 鸡公山自然保护区 Jigongshan National Nature Reserve
- Dongzhai 董寨鸟类自然保护区 Dongzhai National Nature Reserve
- Liankangshan 连康山自然保护区 Liankangshan National Nature Reserve
- Xiaoqinling 小秦岭自然保护区 Xiaoqinling National Nature Reserve

### Hubei
- Qinglong Shan 青龙山恐龙蛋化石群自然保护区 Qinglongshan Dinosaur-Egg Fossil Cluster National Nature Reserve
- Shennongjia 神农架自然保护区 Shennongjia National Nature Reserve
- Houhe, Wufeng 后河自然保护区 Houhe National Nature Reserve in Wufeng
- Shishou 天鹅洲糜鹿自然保护区 Shishou Père David’s Deer National Nature Reserve
- Shisheng, Jangtsekiang, Tian'ezhou, Chinesischer Flussdelfin 长江天鹅洲白暨豚自然保护区 Chinese River Dolphin National Nature Reserve at Tian’e Bar of Yangtze River (Lipotes vexillifer)
- Xinluo-Abschnitt des Jangtsekiang 长江新螺段白暨豚自然保护区 Chinese River Dolphin National Nature Reserve at Xinluo Section of Yangtze River
- Xingdou Shan 星斗山自然保护区 Xingdoushan National Nature Reserve

### Hunan
- Taoyuandong 桃源洞自然保护区 Taoyuandong National Nature Reserve in Yanling
- Dongdongtinghu 东洞庭湖自然保护区 Dongdongtinghu National Nature Reserve (or East Dongting Lake)
- Hupingshan 石门壶瓶山自然保护区 Hupingshan National Nature Reserve
- Zhangjiajie 张家界大鲵自然保护区 Zhangjiajie Chinese Giant Salamander National Nature Reserve (Andrias davidianus)
- Badagongshan 八大公山自然保护区 Badagongshan National Nature Reserve
- Mangshan 莽山自然保护区 Mangshan National Nature Reserve
- Dupangling 都庞岭自然保护区 Dupangling National Nature Reserve in Yongzhou
- Xiaoxi 小溪自然保护区 Xiaoxi National Nature Reserve
- Huangsang 黄桑自然保护区 Huangsang National Nature Reserve
- Wuyunjie 乌云界自然保护区 Wuyunjie National Nature Reserve
- Yingzuijie 鹰嘴界自然保护区 Yingzuijie National Nature Reserve

### Guangdong
- Nan Ling 南岭自然保护区 Nanling National Nature Reserve
- Chebaling 车八岭自然保护区 Chebaling National Nature Reserve
- Danxiashan 丹霞山自然保护区 Danxiashan National Nature Reserve
- Neilingdingdao–Futian 内伶仃－福田自然保护区 Neilingdingdao–Futian National Nature Reserve
- Zhujiangkou 珠江口中华白海豚自然保护区 Zhujiangkou Chinese White Dolphin National Nature Reserve (Sousa chinensis)
- Zhanjiang 湛江红树林自然保护区 Zhanjiang Mangrove Forest National Nature Reserve
- Dinghushan 鼎湖山自然保护区 Dinghushan National Nature Reserve
- Xiangtoushan 象头山自然保护区 Xiangtoushan National Nature Reserve
- Huidong, Gangkou 惠东港口海龟自然保护区 Gangkou Sea Turtle National Nature Reserve in Huidong

### Guangxi
- Damingshan 大明山自然保护区 Damingshan National Nature Reserve
- Huaping 花坪自然保护区 Huaping National Nature Reserve
- Mao’ershan 猫儿山自然保护区 Mao’ershan National Nature Reserve
- Shankou 山口红树林自然保护区 Shankou Mangrove Ecosystem National Nature Reserve
- Hepu, Dugong 合浦儒艮自然保护区 Dugong National Nature Reserve between Yingpan Port-Yingluo Port of Hepu (Dugong dugon)
- Beilunhekou 北仑河口海洋自然保护区 Beilunhekou National Nature Reserve (or Beilun Estuary)
- Fangcheng 防城上岳金花茶自然保护区 Fangcheng Golden Camellia National Nature Reserve (Camellia chrysantha (Hu) Tuyama)
- Shiwandashan 十万大山自然保护区 Shiwandashan National Nature Reserve
- Longgang 弄岗自然保护区 Longgang National Nature Reserve
- Dayaoshan 大瑶山自然保护区 Dayaoshan National Nature Reserve
- Mulun 木论自然保护区 Mulun National Nature Reserve
- Qianjiadong 千家洞自然保护区 Qianjiadong National Nature Reserve

### Hainan
- Sanya 三亚珊瑚礁自然保护区 Sanya Coral Reef National Nature Reserve
- Dongzhaigang 东寨港自然保护区 Dongzhaigang National Nature Reserve
- Tongguling 铜鼓岭自然保护 Tongguling National Nature Reserve
- Dazhoudao 大洲岛海洋生态自然保护区 Dazhoudao Marine Ecosystem National Nature Reserve
- Datian 大田坡鹿自然保护区 Datian National Nature Reserve
- Jianfengling 尖峰岭自然保护区 Jianfengling National Nature Reserve
- Wuzhishan 五指山自然保护区 Wuzhishan National Nature Reserve
- Bawangling 霸王岭自然保护区 Bawangling National Nature Reserve

## Südwestchina (Xinan)

### Chongqing
- Jinyunshan 缙云山自然保护区 Jinyunshan National Nature Reserve
- Dabashan 大巴山自然保护区 Dabashan National Nature Reserve
- Jinfoshan 金佛山自然保护区 Jinfoshan National Nature Reserve

### Sichuan
- Longxi–Hongkou 龙溪－虹口自然保护区 Longxi–Hongkou National Nature Reserve
- Baishuihe 白水河自然保护区 Baishuihe National Nature Reserve
- Cycas panzhihuaensis 攀枝花苏铁自然保护区 Panzhihua Dukou Cycad National Nature Reserve (Cycas panzhihuaensis)
- Huagaoxi 画稿溪自然保护区 Huagaoxi National Nature Reserve
- Wanglang 王朗自然保护区 Wanglang National Nature Reserve
- Tangjiahe 唐家河自然保护区 Tangjiahe National Nature Reserve
- Mabian, Dafengding 马边大风顶自然保护区 Dafengding National Nature Reserve in Mabian
- Zhuhai 长宁竹海自然保护区 Zhuhai National Nature Reserve in Changning (or Bamboo Sea)
- Fengtongzhai 蜂桶寨自然保护区 Fengtongzhai National Nature Reserve
- Wolong 卧龙自然保护区 Wolong National Nature Reserve
- Jiuzhaigou 九寨沟自然保护区 Jiuzhaigou National Nature Reserve
- Siguniangshan 四姑娘山自然保护区 Siguniangshan National Nature Reserve in Xiaojin
- Zoigê 若尔盖湿地自然保护区 Zoigê Marsh National Nature Reserve
- Kanggar 贡嘎山自然保护区 Kanggar Mountains National Nature Reserve
- Chugqênsumdo 察青松多自然保护区 Chugqênsumdo White-Lipped Deer National Nature Reserve, Baiyu (Cervus elaphus albirostris)
- Yading 亚丁自然保护区 Yading National Nature Reserve
- Dafengding 美姑大风顶自然保护区 Dafengding National Nature Reserve in Meigu
- Hejiang-Leibo duan 长江合江-雷波段珍稀鱼类自然保护区 Precious and Rare Fish Species National Nature Reserve at Hejiang-Leibo Section of Yangtze River
- Micangshan 米仓山自然保护区 Micangshan National Nature Reserve
- Xuebaoding 雪宝顶自然保护区 Xuebaoding National Nature Reserve

### Guizhou
- Xishui 习水中亚热带森林自然保护区 Xishui Midsubtropical Evergreen Broadleaved Forest National Nature Reserve
- Chishui 赤水桫椤自然保护区 Chishui Spinulose Tree Fern National Nature Reserve (Alsophila Cyathea spinulosa)
- Fanjingshan 梵净山自然保护区 Fanjingshan National Nature Reserve
- Mayanghe 麻阳河黑叶猴自然保护区 Mayanghe National Nature Reserve
- Caohai 草海自然保护区 Caohai National Nature Reserve
- Leigongshan 雷公山自然保护区 Leigongshan National Nature Reserve
- Maolan 茂兰自然保护区 Maolan National Nature Reserve

### Yunnan
- Ailaoshan 哀牢山自然保护区 Ailaoshan National Nature Reserve
- Gaoligongshan 高黎贡山自然保护区 Gaoligongshan National Nature Reserve
- Dashanbao 大山包黑颈鹤自然保护区 Dashanbao Black-Necked Crane National Nature Reserve (Grus nigricollis)
- Daweishan 大围山自然保护区 Daweishan National Nature Reserve
- Jinping 金平分水岭自然保护区 Jinping Watershed National Nature Reserve
- Huanglianshan 绿春黄连山自然保护区 Huanglianshan National Nature Reserve
- Wenshan 文山老君山自然保护区 Wenshan National Nature Reserve
- Wuliangshan 无量山自然保护区 Wuliangshan National Nature Reserve
- Xishuangbanna 西双版纳自然保护区 Xishuangbanna National Nature Reserve
- Napan He 纳板河自然保护区 Napan River Valley National Nature Reserve in Xishuangbanna
- Cangshan Erhai 苍山洱海自然保护区 Cangshan Erhai National Nature Reserve (Cangshan-Gebirge und Erhai-See)
- Baima Xueshan 白马雪山自然保护区 Baima Xueshan National Nature Reserve (Xueshan: Schneegebirge/-berge)
- Nangunhe 南滚河自然保护区 Nangunhe National Nature Reserve
- Yaoshan 南滚河自然保护区 Yaoshan National Nature Reserve
- Huize 惠泽黑颈鹤自然保护区 Huize Black-Necked Crane National Nature Reserve
- Yongde Daxueshan 永德大雪山自然保护区 Yongde Daxueshan National Nature Reserve (Daxueshan: Großes Schneegebirge)

### Tibet
- Mittellauf des Yarlung Zangbo 雅鲁藏布江中游黑颈鹤自然保护区 Black-Necked Crane National Nature Reserve at Midstream Valley of Yarlung Zangbo
- Mangkam 芒康滇金丝猴自然保护区 Mangkam Yunnan Snub-Nosed Monkey National Nature Reserve (Rhinopithecus bieti)
- Qomolangma 珠穆朗玛峰自然保护区 Qomolangma National Nature Reserve
- Serling Co 色林错自然保护区 Serling Co National Nature Reserve
- Changtang 羌塘自然保护区 Changtang National Nature Reserve
- Yarlung Zangbo Grand Canyon 雅鲁藏布大峡谷自然保护区 Yarlung Zangbo Grand Canyon National Nature Reserve
- Cibagou 察隅慈巴沟自然保护区 Ciba Gully National Nature Reserve in Zayv
- Lhalu 拉鲁湿地自然保护区 Lhalu Wetland National Nature Reserve
- Riwoq 类乌齐马鹿自然保护区 Riwoq Red Deer National Nature Reserve (Cervus elaphus)

## Nordwestchina (Xibei)

### Shaanxi
- Zhouzhi 周至金丝猴自然保护区 Zhouzhi National Nature Reserve
- Taibaishan 太白山自然保护区 Taibaishan National Nature Reserve
- Changqing 长青自然保护区 Changqing National Nature Reserve
- Foping 佛坪自然保护区 Foping National Nature Reserve
- Niubeiliang 牛背梁自然保护区 Niubeiliang National Nature Reserve
- Hanzhong 汉中朱鹮自然保护区 Hanzhong Crested Ibis National Nature Reserve (Nipponia nippon)
- Ziwuling 子午岭自然保护区 Ziwuling National Nature Reserve

### Gansu
- Xinglongshan 兴隆山自然保护区 Xinglongshan National Nature Reserve
- Qilianshan 祁连山自然保护区 Qilianshan National Nature Reserve
- Xihu 敦煌西湖自然保护区 Xihu National Nature Reserve in Dunhuang
- Anxi 安西极旱荒漠自然保护区 Anxi Extreme-Arid Desert National Nature Reserve
- Liangucheng 连古城自然保护区 Liangucheng National Nature Reserve in Minqin
- Baishuijiang 白水江自然保护区 Baishuijiang National Nature Reserve
- Lianhuashan 莲花山自然保护区 Lianhuashan National Nature Reserve
- Gahai–Zecha 尕海－则岔自然保护区 Gahai–Zecha National Nature Reserve
- Taitong–Kongtongshan 太统-崆峒山自然保护区 Taitong–Kongtongshan National Nature Reserve
- Liancheng 连城自然保护区 Liancheng National Nature Reserve
- Xiaolongshan 小陇山自然保护区 Xiaolongshan National Nature Reserve
- Yanchiwan 盐池湾自然保护区 Yanchiwan National Nature Reserve
- Annanba 安南坝自然保护区 Annanba Bactrian Camel National Nature Reserve (Camelus bactrianus)

### Qinghai
- Mengda 孟达自然保护区 Mengda National Nature Reserve in Xunhua
- Qinghaihu 青海湖自然保护区 Qinghaihu National Nature Reserve
- Hoh Xil 可可西里自然保护区 Hoh Xil National Nature Reserve
- Longbao 隆宝自然保护区 Longbao National Nature Reserve
- Sanjiangyuan 三江源自然保护区 Sanjiangyuan National Nature Reserve

### Ningxia
- Helanshan 贺兰山自然保护区 Helanshan National Nature Reserve
- Shapotou 沙坡头自然保护区 Shapotou National Nature Reserve
- Luoshan 罗山自然保护区 Luoshan National Nature Reserve
- Baijitan 白芨滩自然保护区 Baijitan National Nature Reserve in Lingwu
- Liupanshan 六盘山自然保护区 Liupanshan National Nature Reserve
- Habahu 哈巴湖自然保护区 Habahu National Nature Reserve

### Xinjiang
- Altun 阿尔金山自然保护区 Altun Mountains National Nature Reserve
- Lop Nur 罗布泊野骆驼自然保护区 Lop Nur Bactrian Camel National Nature Reserve
- Bayanbulak 巴音布鲁克自然保护区 Bayanbulak Grassland National Nature Reserve
- Tomur-Naturreservat 托木尔峰自然保护区 Peak Tomur National Nature Reserve
- Xitianshan 西天山自然保护区 Xitianshan National Nature Reserve (or West Tianshan Mountains)
- Ganjiahu 甘家湖梭梭林自然保护区 Ganjiahu Sacsaoul Forest National Nature Reserve
- Hanas 哈纳斯自然保护区 Hanas National Nature Reserve
- Tarim 塔里术胡杨保护区 Tarim Euphrates Poplar National Nature Reserve (Populus euphratica)